# Cisery
Cisery – miejscowość i dawna gmina we Francji, w regionie Burgundia-Franche-Comté, w departamencie Yonne. W 2016 roku populacja ówczesnej gminy wynosiła 53 mieszkańców. 
W dniu 1 stycznia 2019 roku z połączenia pięciu ówczesnych gmin – Cisery, Guillon, Sceaux, Trévilly oraz Vignes – powstała nowa gmina Guillon-Terre-Plaine. Siedzibą gminy została miejscowość Guillon. 